# Kanjon Krke
Kanjon rijeke Krke nalazi se u Nacionalnom parku Krka.

## Opis
Kanjon Krke nalazi se nizvodno od Roškog slapa, u Nacionalnom parku Krka. Duljina kanjona je 500 metara, širina od pedeset do sto metara, smješten je među stijenama visokim do 150 metara. To je jedan od najzanimljivijih geomorfoloških dijelova rijeke Krke. Voda je smaragdno zelena, duboka i hladna. Niže od Roškog slapa, Krka se proširila u jezero dugo oko 1 km, da bi se suzila na 150-200 metara, do Babin-grada. Špilje u goloj stijeni mogu se vidjeti posvuda duž kanjona. Mjesto Među Gredam poznato je po filmu "Winnetou".